# والدمار بیورکستن
والدمار بیورکستن (فنلاندی: Waldemar Björkstén; ۱۲ اوت ۱۸۷۳ – ۳۱ مهٔ ۱۹۳۳) قایقران قایق بادبانی اهل فنلاند بود.